# Baciu (okręg Teleorman)
Baciu – wieś w Rumunii, w okręgu Teleorman, w gminie Blejești. W 2011 roku liczyła 1068 mieszkańców.